# Bellechasse (municipio regional de condado)
Bellechasse es un municipio regional de condado (MRC) de Quebec en Canadá. Está ubicado en la región administrativa de Chaudière-Appalaches. La sede es Saint-Lazare-de-Bellechasse aunque el municipio más poblado es Saint-Henri.

## Geografía

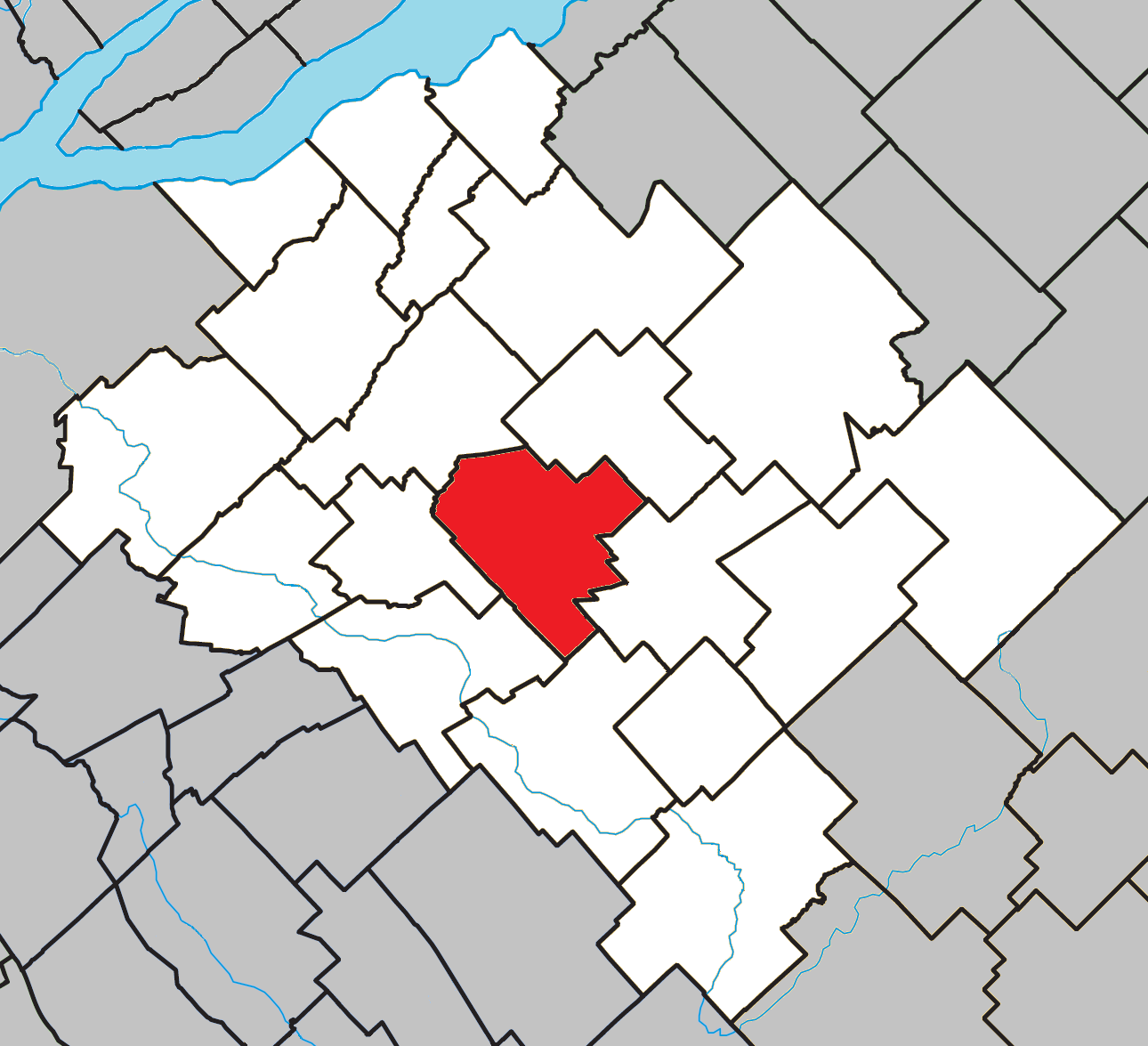
MRC de Bellechasse, en rojo Saint-Henri

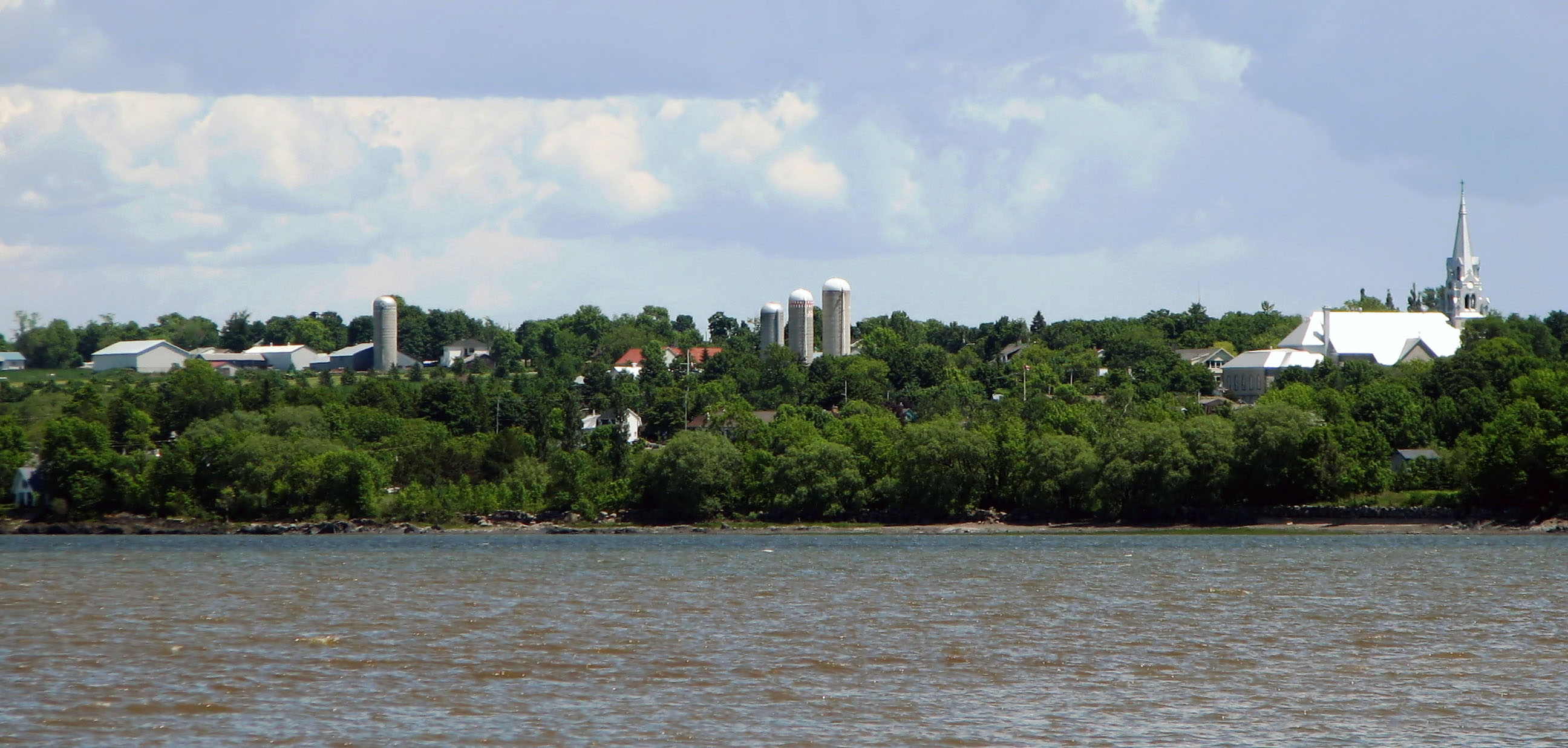
Saint-Vallier

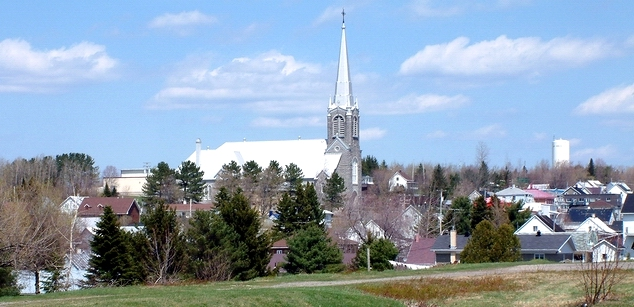
Armagh

El MRC está ubicado en la orilla sur del río San Lorenzo, en la parte central norte de Chaudière-Appalaches, entre Lévis y Montmagny. Limita al noreste con el MRC de Montmagny, al sureste con Les Etchemins, al sur con Robert-Cliche, al suroeste con Nueva Beauce, al noroeste con la ciudad de Lévis y al norte con el San Lorenzo. Enfrente se encuentra la isla de Orleans. Su superficie total es de 1812 km², de los cuales 1754 km² son tierra firme. El MRC está ubicado al encuentro de muchas regiones naturales: el litoral sur del estuario con su zona marítimo-terrestre, la meseta de Apalaches, los montes Notre-Dame, la cadena de Bellechasse y el valle del Etchemin.

## Historia

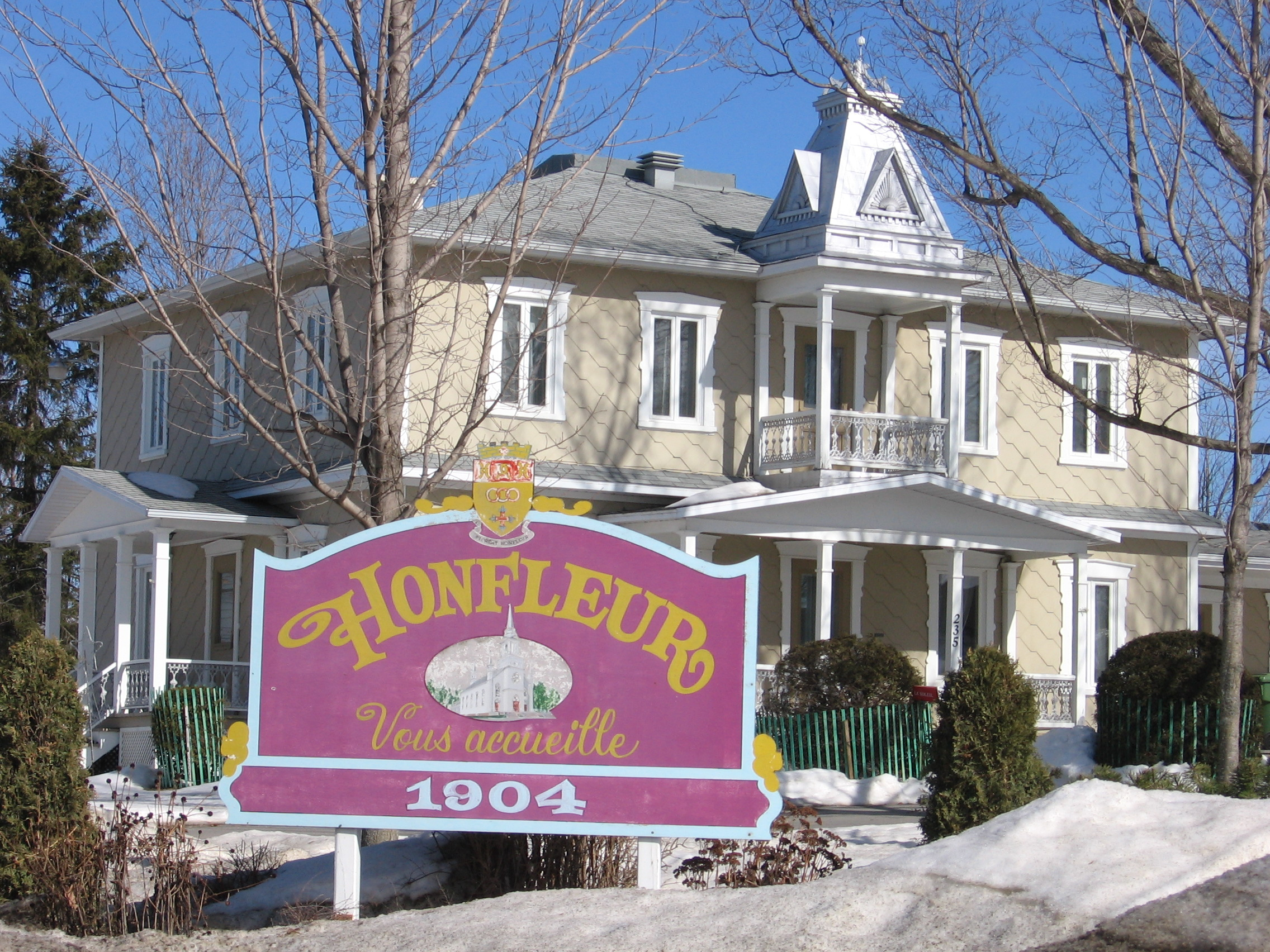
Casa parroquial de Honfleur

El MRC de Bellechasse, constituido en 1982, sucedió al antiguo condado de Bellechasse con una parte de su territorio y del territorio del condado de Dorchester. Su topónimo es mismo que el del señorío de Bellechasse concedido en Nueva Francia en 1672. En 2002, cuando la nueva ciudad de Lévis fue formada por la fusión de todos los municipios en la ribera sur de la región metropolitana de Quebec, el municipio de Saint-Henri, que formaba parte del antiguo MRC de Desjardins, se unió al MRC de Bellechasse.

## Política
El prefecto actual (2015) es Hervé Blais.
El territorio del MRC forma parte de las circunscripciones electorales de Bellechasse a nivel provincial y de Lévis—Bellechasse a nivel federal.

## Demografía
Según el censo de Canadá de 2011, había 35 318 habitantes en este MRC. La densidad de población era de 20,2 hab./km². La población aumentó de 1988 personas (6,0 %) entre 2006 y 2011. En 2011, el número total de inmuebles particulares era de 16 712, de los que 14 541 estaban ocupados por residentes habituales, los otros siendo desocupados o segundas residencias. La población es en mayoría francófona y rural.
Evolución de la población total, 1951-2015

## Economía
La economía local es basada sobre la agricultura y la industria de transformación, particularmente productos lácteos (Sainte-Claire), productos de caucho y de plástico (Saint-Damien-de-Buckland) así como el mueble (Saint-Charles-de-Bellechasse).

## Comunidades locales
Hay 20 municipios en el territorio del MRC de Bellechasse.
| Código | Nombre                              | Tipo      | Fecha de constitución | Sup. total (km²) | Sup. agua (km²) | Sup. tierra (km²) | Población 2015 | Gentilicio (en francés) | Densidad (hab./km²) | DT | Número de concejales | CEP         | CEF               |
| ------ | ----------------------------------- | --------- | --------------------- | ---------------- | --------------- | ----------------- | -------------- | ----------------------- | ------------------- | -- | -------------------- | ----------- | ----------------- |
| 19005  | Saint-Philémon                      | Parroquia | 01.01.1867            | 148,36           | 0,05            | 148,31            | 735            | Philémontois, e*        | 5,0                 | S  | 6                    | Bellechasse | Lévis—Bellechasse |
| 19010  | Notre-Dame-Auxiliatrice-de-Buckland | Parroquia | 01.01.1885            | 96,79            | 0,49            | 96,30             | 778            | Bucklandais, e*         | 8,1                 | S  | 6                    | Bellechasse | Lévis—Bellechasse |
| 19015  | Saint-Nazaire-de-Dorchester         | Parroquia | 09.03.1906            | 51,81            | 0,34            | 51,47             | 365            | Nazairéen, ne*          | 7,1                 | S  | 6                    | Bellechasse | Lévis—Bellechasse |
| 19020  | Saint-Léon-de-Standon               | Parroquia | 01.01.1874            | 137,87           | 0,86            | 137,01            | 1125           | Standonnien, ne*        | 8,2                 | S  | 6                    | Bellechasse | Lévis—Bellechasse |
| 19025  | Saint-Malachie                      | Parroquia | 01.06.1874            | 101,83           | 1,07            | 100,76            | 1536           | Malachois, e⁰           | 15,2                | S  | 6                    | Bellechasse | Lévis—Bellechasse |
| 19030  | Saint-Damien-de-Buckland            | Parroquia | 20.12.1890            | 82,90            | 0,99            | 81,91             | 2030           | Damien, ne⁰             | 24,8                | S  | 6                    | Bellechasse | Lévis—Bellechasse |
| 19037  | Armagh                              | Municipio | 29.12.1993            | 170,58           | 1,40            | 169,18            | 1433           | Armageois, e*           | 8,5                 | S  | 6                    | Bellechasse | Lévis—Bellechasse |
| 19045  | Saint-Nérée-de-Bellechasse          | Municipio | 29.03.1887            | 76,51            | 0,85            | 75,66             | 752            | Néréen, ne*             | 9,9                 | S  | 6                    | Bellechasse | Lévis—Bellechasse |
| 19050  | Saint-Lazare-de-Bellechasse         | Municipio | 01.07.1855            | 85,95            | 0,29            | 85,66             | 1253           | Lazarien, ne⁰           | 14,6                | S  | 6                    | Bellechasse | Lévis—Bellechasse |
| 19055  | Sainte-Claire                       | Municipio | 01.10.1977            | 89,35            | 1,11            | 88,24             | 3409           | Clarois, e*             | 38,6                | D  | 6                    | Bellechasse | Lévis—Bellechasse |
| 19062  | Saint-Anselme                       | Municipio | 07.01.1988            | 75,04            | 1,06            | 73,98             | 3911           | Saint-Anselmois, e*     | 52,1                | S  | 6                    | Bellechasse | Lévis—Bellechasse |
| 19068  | Saint-Henri                         | Municipio | 09.10.1976            | 124,60           | 1,49            | 123,11            | 5374           | Henriçois, e*           | 43,7                | D  | 6                    | Bellechasse | Lévis—Bellechasse |
| 19070  | Honfleur                            | Municipio | 05.03.1915            | 50,83            | 0,03            | 50,80             | 809            | Honfleurois, e*         | 15,9                | S  | 6                    | Bellechasse | Lévis—Bellechasse |
| 19075  | Saint-Gervais                       | Municipio | 01.07.1855            | 90,22            | 0,17            | 90,05             | 2120           | Gervaisien, ne*         | 23,5                | S  | 6                    | Bellechasse | Lévis—Bellechasse |
| 19082  | Saint-Raphaël                       | Municipio | 08.12.1993            | 123,67           | 2,47            | 121,20            | 2506           | Raphaélois, e*          | 20,7                | S  | 6                    | Bellechasse | Lévis—Bellechasse |
| 19090  | La Durantaye                        | Parroquia | 04.08.1910            | 34,44            | 0,02            | 34,42             | 728            | Ladurantois, e*         | 21,2                | S  | 6                    | Bellechasse | Lévis—Bellechasse |
| 19097  | Saint-Charles-de-Bellechasse        | Municipio | 22.12.1993            | 95,01            | 1,40            | 93,61             | 2380           | Charléen, ne*           | 25,4                | D  | 6                    | Bellechasse | Lévis—Bellechasse |
| 19105  | Beaumont                            | Municipio | 01.07.1855            | 44,83            | 0,30            | 44,53             | 2660           | Beaumontois, e*         | 59,7                | D  | 6                    | Bellechasse | Lévis—Bellechasse |
| 19110  | Saint-Michel-de-Bellechasse         | Municipio | 01.07.1855            | 44,81            | 1,40            | 43,41             | 1834           | Michelois, e*           | 42,2                | S  | 6                    | Bellechasse | Lévis—Bellechasse |
| 19117  | Saint-Vallier                       | Municipio | 10.03.1993            | 60,72            | 15,84           | 44,88             | 1051           | Vallierois, e*          | 23,4                | S  | 6                    | Bellechasse | Lévis—Bellechasse |
| 190    | Bellechasse                         | MRC       | 01.01.1982            | 1786,12          | 31,89           | 1754,23           | 36 789         | -                       | 21,0                | …  | …                    | Bellechasse | Lévis—Bellechasse |

DT división territorial, D distritos, S sin división; CEP circunscripción electoral provincial, CEF circunscripción electoral federal; * Oficial, ⁰ No oficial